# Charlotte Monginot

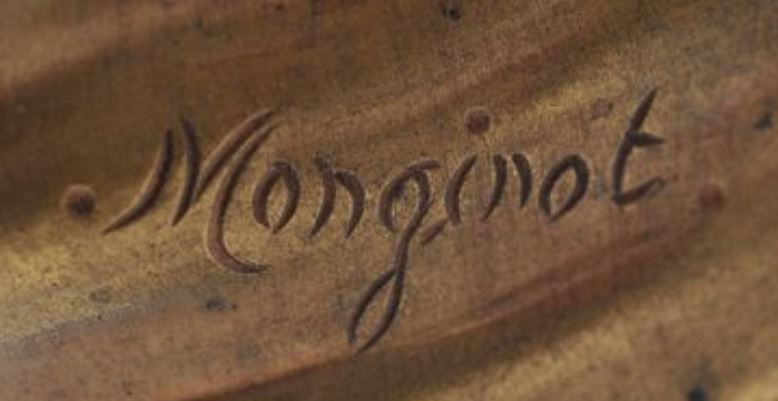
Signatur von Charlotte Monginot

Charlotte H. Monginot (* 18. Dezember  1872 in Paris, Frankreich; † 1962) war eine französische Bildhauerin.

## Leben
Charlotte Monginot war die Tochter des Malers und Kupferstechers Charles Monginot (1825–1900), der sie an die Kunst heranführte. Sie war Schülerin der Bildhauer Denys Puech, Raoul Verlet und Laurent Marqueste. Ihre Arbeiten stellte sie ab 1895 auf dem Salon der Société des Artistes Français in Paris aus, wo sie mit einem mention honorable auffiel. 1910 erhielt sie hier eine Medaille dritter Klasse. 
Sie begann mit Büsten und Medaillons aus Gips und Terrakotta im Jugendstil, arbeitete aber auch mit Marmor. Einige ihrer Arbeiten wurden in Bronze gegossen. So konnte die Bronze-Marmor-Gruppe Jalousie, handwerklich umgesetzt vom Éditeur d’art (Kunstverleger) Arthur Goldscheider, auf dem Salon von 1924 gezeigt werden. Andere Arbeiten waren im Stil des Art déco.
Monginot beschäftigte sich auch mit der Malerei. Sie nahm an zahlreichen weiteren Pariser Ausstellungen teil, trat aber 1948 aus der Société des Artistes Français aus.

## Werke (Auswahl)
- Nymphe d’eau, Giesserei Louchet Paris, um 1900
- Jeune femme avec grenouille
- Golfeuse
- Jeune marchande de fleurs, 1900–1910
- Fillette dansant
- Bruit de la mer
- La poupée cassée
- La ceuillette